# Isalys Quiñones
Isalys Briana Quiñones (Monterey, 23 ottobre 1997) è una cestista statunitense con cittadinanza portoricana.

## Carriera
Con Porto Rico ha disputato i Giochi olimpici di Tokyo 2020, due edizioni dei Campionati mondiali (2018, 2022) e tre dei Campionati americani (2017, 2019, 2021).